# Jean Lannes
Jean Lannes, 1.º Duque de Montebello, Príncipe de Siewierz (10 de abril de 1769 - 31 de maio de 1809) foi um marechal do Primeiro Império Francês. Era considerado uma mente brilhante, um grande estrategista de decisões rápidas, e teve atuações importantes nas batalhas do império. Foi ministro plenipotenciário da França em Portugal no período de 1802 e 1803. Ele foi um grande amigo pessoal de Napoleão Bonaparte e foi o único a quem o Imperador Francês concedeu que lhe chamasse de Napoleão, tu ou você. Ele morreu durante a Batalha de Aspern-Essling.

## Início da Carreia
Jean Lannes serviu sob o comando do general Jean-Antoine Marbot durante as campanhas nos Pirenéus em 1793 e 1794, e ascendeu por conduta distinta ao posto de chef de brigade. Durante seu tempo nos Pirenéus recebeu algumas tarefas importantes do general Jacques François Dugommier e recomendado para promoção pelo futuro marechal Louis-Nicolas Davout.

## Campanhas da Itália e do Egito
Lannes serviu sob o comando do general Barthélemy Louis Joseph Schérer, participando da Batalha de Loano. No entanto, em 1795, como resultado das reformas do exército introduzidas pelos termidorianos, ele foi demitido de seu posto. Ele se alistou novamente recebendo o comando de uma brigada na divisão do general Pierre Augereau e depois de 3 batalhões da guarda avançada permanente em momentos diferentes. Lannes se destacou em todas as batalhas e desempenhou um papel importante na vitória em Dego. Na Batalha de Bassano, ele capturou duas bandeiras inimigas com suas próprias mãos e recebeu vários ferimentos na Batalha de Arcole, mas continuou liderando sua coluna pessoalmente.
Lannes liderou as tropas sob o comando de Claude Victor-Perrin na invasão dos Estados Papais. Quando ele e um pequeno grupo de reconhecimento encontraram 300 membros da cavalaria papal, ele evitou o perigo ordenando astutamente que os homens retornassem à base, convencendo-os a não atacar.
Foi escolhido por Bonaparte para acompanhá-lo ao Egito como comandante de uma das brigadas do general Jean-Baptiste Kléber, cargo em que muito se destacou, principalmente durante a retirada da Síria. Lannes foi ferido na Batalha de Abukir, antes de retornar à França com Bonaparte, e o ajudou no Golpe de 18 de Brumário. Após a posse de Bonaparte e nomeação como cônsul da França, Lannes foi promovido ao posto de general de divisão e comandante da guarda consular.
De volta ao Armée d'Italie, Lannes comandou a guarda avançada na travessia dos Alpes em 1800, foi fundamental para vencer a Batalha de Montebello, da qual posteriormente conquistou o título, e desempenhou um papel importante na Batalha de Marengo.

## Guerras Napoleônicas
O general Joachim Murat e o chefe de brigada Jean-Baptiste Bessières planejaram a remoção de Lannes devido a um déficit orçamentário, mas Augereau o salvou. Como resultado, Lannes não caiu totalmente em desgraça, mas foi enviado como embaixador a Portugal em 1801. As opiniões divergem quanto aos seus méritos nesta função; Napoleão nunca mais fez tal uso dele. Lannes comprou o Château de Maisons do século XVII, perto de Paris, em 1804 e teve um de seus apartamentos de estado redecorado para uma visita de Napoleão.
Após o estabelecimento do Primeiro Império Francês, ele foi nomeado um dos dezoito marechais originais do Império. Em 1805, ele recuperou totalmente o favor de Napoleão, que perdeu durante o consulado. Em Austerlitz, ele comandou a ala esquerda do Grande Armée. Durante a Guerra da Quarta Coalizão, Lannes esteve no seu melhor, comandando seu corpo com maior crédito na marcha pela Floresta da Turíngia, a Batalha de Saalfeld (que é estudada como modelo hoje no French Staff College), e a Batalha de Jena. Sua liderança na guarda avançada em Friedland foi ainda mais proeminente.
Em 1807, Napoleão recriou o Ducado de Siewierz (Sievers), concedendo-o a Lannes depois que a Prússia foi forçada a ceder todas as suas aquisições da segunda e terceira partições da Polônia.
Depois disso, Lannes seria testado como comandante-em-chefe, pois Napoleão o enviou à Espanha em 1808 e lhe deu uma ala destacada do exército para comandar, com a qual obteve uma vitória esmagadora sobre o general Francisco Castaños em Tudela em 22 de novembro. Em janeiro de 1809, ele foi enviado para capturar Zaragoza e, em 21 de fevereiro, após uma das defesas mais obstinadas da história, Lannes estava de posse do local. Em 1808, Napoleão o nomeou duque de Montebello, e em 1809, pela última vez, deu-lhe o comando da guarda avançada. Ele participou dos combates em torno de Eckmühl e do avanço em Viena. Com seu corpo, ele liderou o exército francês através do rio Danúbio e suportou o peso, com o marechal André Masséna, na Batalha de Aspern-Essling.

## Morte
Em 22 de maio de 1809, durante uma calmaria no segundo dia da Batalha de Aspern-Essling, Lannes foi e sentou-se à beira de uma vala, com a mão sobre os olhos e as pernas cruzadas.
Enquanto ele estava sentado lá, mergulhado em uma meditação sombria por ter visto seu amigo, o general Pierre Charles Pouzet, decapitado no meio de uma conversa por uma bala de canhão, uma segunda bala de canhão disparada de uma arma em Enzersdorf ricocheteou e o atingiu exatamente onde suas pernas se cruzaram. A pança do joelho de um foi esmagada e os tendões traseiros do outro rasgados. O marechal disse: "Estou ferido; não é nada demais; dê-me sua mão para me ajudar a levantar." Ele tentou se levantar, mas não conseguiu.
Ele foi levado ao tête de pont, onde os cirurgiões-chefe procederam ao curativo de seu ferimento. Uma das pernas de Lannes foi amputada em dois minutos por Dominique Jean Larrey. Ele suportou a dolorosa operação com coragem; Mal terminara, Napoleão apareceu e, ajoelhado ao lado da maca, chorou ao abraçar o marechal. Em 23 de maio, ele foi transportado de barco para a melhor casa em Kaiserebersdorf, agora parte do distrito de Simmering em Viena. Oito dias depois, Lannes sucumbiu aos ferimentos dolorosos na madrugada de 31 de maio.

Ele foi inicialmente enterrado em Les Invalides, Paris, mas em 1810, ele foi exumado e reenterrado no Panthéon nacional após uma cerimônia grandiosa.